# نيل سكوبسكي
نيل سكوبسكي (بالإنجليزية: Neal Skupski؛ مواليد 1 ديسمبر 1989)، هو لاعب كرة مضرب بريطاني بدأ مسيرته كمحترف سنة 2013 يلعب باليد اليمنى. أعلى تصنيف له في الفردي كان المركز الـ 932 في سنة 2010.

## الخط الزمني للزوجي
مفتاح
| ف | ن | ن.ن | ر.ن | د# | د.م | ل | أ.أ | ت | غ | ب | ف | ذ | م.خ | ل.ت |

(ف) فاز بالبطولة (ن) وصل النهائي (ن.ن) نصف النهائي (ر.ن) ربع النهائي (د#) الأدوار الأربعة الأولى (د.م) دور المجموعات (ل) شارك في كأس ديفيز (أ.أ) خرج من الأدوار الاولى (ت) خسر التصفيات التأهيلية (غ) غاب عن الحدث أو البطولة (ب) حصل على ميدالية برونزية (ف) حصل على ميدالية فضية (ذ) حصل على ميدالية ذهبية (م.خ) بطولة الماسترز خُفضت إلى مرتبة أقل (ل.ت) البطولة لم تعقد في السنة المعينة.
لتجنب الارتباك وازدواجية الحساب، يتم تحديث هذه المعلومات إما في نهاية البطولة، أو عندما تكون مشاركة اللاعب في البطولة قد انتهت.
| الدورة                        | 2013  | 2014 | 2015 | 2016 | ف-خ   |
| ----------------------------- | ----- | ---- | ---- | ---- | ----- |
| بطولة أستراليا المفتوحة للتنس | غ     | غ    | غ    | غ    | 0–0   |
| دورة رولان غاروس الدولية      | غ     | د1   | غ    |      | 0–1   |
| ويمبلدون                      | ت1    | د1   | د1   |      | 0–2   |
| أمريكا المفتوحة               | غ     | غ    | غ    |      | 0–0   |
| فوز-خسارة                     | 0–0   | 0–2  | 0–1  |      | 0–3   |
| إحصائيات المسيرة              |       |      |      |      |       |
| الألقاب/النهائيات             | 0 / 1 | 0/0  | 0/0  |      | 0 / 1 |
| إجمالي فوز-خسارة              | 3–1   | 5–12 | 2–4  | 0–1  | 10–18 |
| تصنيف نهاية العام             | 87    | 90   | 103  |      |       |

## حياته الشخصية
يُعتبر سكوبسكي أكبر منافس لأندي موراي في دوري فانتزي بريميرليغ، «معرفته ليست عالية المستوى، لكنه يقضي ساعات على التطبيقات والمواقع الإلكترونية.»
صرح سكوبسكي أنه من مشجعي نادي ليفربول المتحمسين والمستمرين طوال حياته؛ حيث طلب في بعض الأحيان نتيجة مباريات ليفربول خلال مباريات التنس التي شارك فيها.

## وصلات خارجية
- نيل سكوبسكي على موقع رابطة محترفي التنس (الإنجليزية)
- نيل سكوبسكي على موقع الاتحاد الدولي لكرة المضرب (الإنجليزية)
- نيل سكوبسكي على موقع كأس ديفيز (الإنجليزية)
- نيل سكوبسكي على موقع خلاصة التنس.كوم (الإنجليزية)
- نيل سكوبسكي على موقع إي إس بي إن.كوم (الإنجليزية)
- نيل سكوبسكي على موقع اللجنة الأولمبية الدولية (الإنجليزية)
- نيل سكوبسكي على موقع أوليمبيديا (الإنجليزية)
- نيل سكوبسكي على موقع اللجنة الأولمبية البريطانية (الإنجليزية)